# WWF SmackDown! Just Bring It
WWF SmackDown! Just Bring It (Exciting Pro Wrestling 3 au Japon) est un jeu vidéo de catch professionnel commercialisé sur console PlayStation 2 par THQ et développé par YUKE's Future Media Creators. Il a été commercialisé en Europe le 16 novembre 2001, aux États-Unis le 19 novembre 2001 et au Japon le 24 janvier 2002. Le jeu fait partie de la série de jeux vidéo WWF SmackDown! basée sur la fédération de catch World Wrestling Federation (WWF). WWF SmackDown! Just Bring It est précédé par WWF SmackDown! 2: Know Your Role et suivi par WWE SmackDown! Shut Your Mouth. C'est le tout premier jeu à être commercialisé sur PlayStation 2. Le jeu s'est vendu à 400 000 exemplaires.

## Système de jeu
WWF SmackDown! Just Bring It est le premier jeu de la série à inclure les commentaires de Michael Cole et de Tazz ainsi que le Six-man Tag Team Match et les Battle Royal (6 ou 8). C'est également le premier à avoir des entrées "complètes". Le mode Story est toujours présent dans cet opus et le joueur contrôle en premier lieu la carrière du catcheur. Le catcheur contrôlé combat une variante de matches, se balade dans les coulisses pour y rencontrer des interlocuteurs qu'il s'agisse de journalistes ou d'autres personnes capables de truquer les rencontres ou de soudoyer l'arbitre.

## Accueil
Le jeu vidéo reçoit plusieurs notes généralement favorables de la part des critiques. Il reçoit une note de 78 % de la part de GameRankings et une moyenne générale de 76/100 de la part de Metacritic.
GameSpy juge WWF SmackDown! Just Bring It comme « un bon jeu de catch offrant des possibilités de créations étendues, des graphismes excellents et une tonne de nouveaux (et anciens) modes de gameplay ». Jeuxvideo.com attribue une note générale de 16/20 et jugeant le jeu « sans contest l'un des meilleurs titres de sa catégorie ».